# Xihu, Nanchang
Xihu är ett stadsdistrikt i provinshuvudstaden Nanchang i Jiangxi-provinsen i sydöstra Kina.
1. ↑  http://www.geohive.com/cntry/CN-36_ext.aspx